# La Trinitaria (Chiapas)
La Trinitaria (antes Zapaluta) es una ciudad situada en el municipio del mismo nombre en el estado de Chiapas, reconocido por sus  atractivos naturales, históricos y arqueológicos, entre ellos destacan: el parque nacional Lagunas de Montebello; Lagos de Colón, museo parador Santa María, ex-convento San José Coneta, la Parroquia de la Santísima Trinidad, las ruinas de la ciudad precolombina de Chinkultic en la zona fría, y en la zona cálida las ruinas del Lagartero, entre otros. 
Un lugar lleno de historia, cultura y tradiciones, sus habitantes (Los Zapalutecos, Caramelos o Trinitarenses), son amables, generosos y respetuosos, destacan en diferentes ámbitos (locales e internacionales), no solo por sus atractivos turísticos, también por su talento y trabajo.

## Historia
En el municipio y la cabecera municipal hubo antiguos asentamientos prehispánicos. En los años de la conquista, soldados de Pedro Portacarrero llegaron a los llanos de Zapaluta (antiguo nombre de la comarca que era La Trinitaria), pero fueron detenidos por Mazariegos. En 1821, Zapaluta y Comitán proclamaron la independencia de Chiapas, como consta en el acta respectiva. En 1911, el gobernador Flavio Guillén decreta oficialmente el nombre de La Trinitaria para este municipio, el cual guarda celosamente entre sus joyas turísticas las grutas de San Francisco, la impresionante cima y los Lagos de Montebello, de excitantes colores. Desde hace mucho tiempo La Trinitaria ha sido la aduana fronteriza de Comitán. 
La Santísima Trinidad de Zapaluta se fundó entre 1596 y 1615 y fue administrada por Comitan. La Trinitaria es el nombre actual de Zapaluta (significa: Camino de enanos).
En 1774, Zapaluta fue un anexo del pueblo de Comitán dentro de la Provincia de Llanos. 
De 1855 a 1863, en sucedió el movimiento orteguista que pretendió la segregación de Chiapas de México y la derogación de las leyes de reforma acción, pero no tuvo éxito. En 1860 se fusiló en la finca Juncaná al expresidente colombiano José María Melo, que pretendió unirse al movimiento. El 27 de septiembre de 1882, México y Guatemala definieron las colindancias y superficie del municipio. El 11 de diciembre de 1882, Zapatula se convirtió brevemente en municipio. En 1883 fue otra vez parte de Comitán y se dividió en 12 departamentos. En 1915 se convirtió permanentemente en un municipio.

### Toponimia
En tiempos prehispánicos, el nombre original de la antigua ciudad amerindia, que hoy se denomina Chincultik, era Zapaluta (que en nahoa significa Caminos de enanos). Durante siglos, ese también fue el nombre de la región anexa a Comitán y de la localidad que se convirtió en su actual cabecera municipal. En 1911, el gobernador chiapaneco Flavio Guillén decretó que la futura cabecera municipal se llamara La Trinitaria por la feria anual en honor al Santo Patrono del Pueblo, la Santísima Trinidad, tan famosa en la región. Actualmente, los tojolabales le denominan al municipio, "Tierra de plátanos".

## Demografía
Según los datos obtenidos como resultado del censo de 2020, La Trinitaria cuenta con 11 055 habitantes lo que representa un incremento promedio de 2.1% anual en el período 2010-2020 sobre la base de los 9042 habitantes registrados en el censo anterior. Ocupa una superficie de 16.63 km², lo que determina al año 2020 una densidad de 664,7 hab/km².
| Gráfica de evolución demográfica de La Trinitaria entre 2000 y 2020 |
|                                                                     |
| Fuente: Instituto Nacional de Estadística Geografía e Informática   |

La población de La Trinitaria está mayoritariamente alfabetizada (5.70% de personas analfabetas al año 2020) con un grado de escolarización en torno de los 8.5 años. El 4.78% de la población es indígena.

## Cultura

### Celebraciones
Fiesta de San Sebastián, Feria de la Santísima Trinidad, La Santa Cruz, Feria de Otoño (Todos Santos) feria que dura todo el mes de octubre y primeros días del mes de noviembre, realizada en los carriles del barrio los ocotes de la misma Trinitaria y Virgen de Guadalupe.
Santa Rita del 21 al 23 de mayo en la Colonia Santa Rita, san José en la colonia Álvaro obregon los días 19 y 20 de marzo.
La feria de la Santísima trinidad inicia sus festejos llena de colorido, en la que se marca con la cuenta regresiva de 40 días después de terminar la Semana Santa, pues durante diez días de feria se recibe la visita de pobladores de distintos municipios circunvesinos, con la realización de los distintos eventos cultures y la alta productividad en el comercio se logra mejorar el nivel económico, de esta localidad. Año con año mejora la organización de dicho evento con el fin de atraer a mayor número de visitantes.

### Gastronomía
Carne mole caldoso acompañados de dulces batidos, melcochas y los caramelos de miel de abeja, famosos en Chiapas.

## Economía
En el año 2000, la Población Económicamente Activa del municipio fue de 18.265 habitantes; de la cual el 80,22% realizaba actividades agropecuarias, el 7,06% laboraba en la industria de la transformación y el 10,76% se dedicaba al comercio o la oferta de servicios.

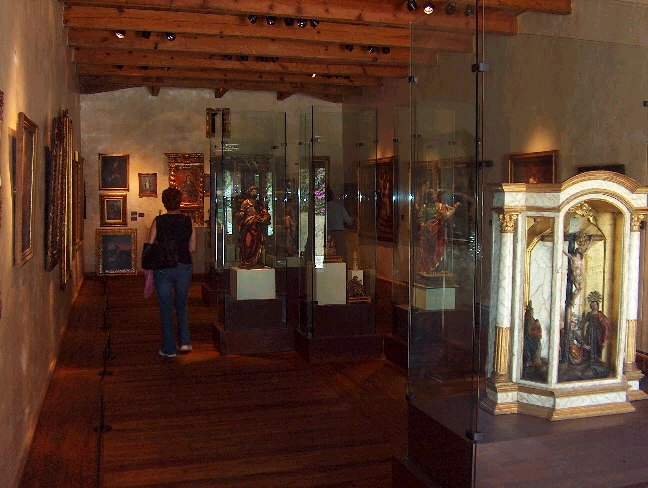
Interior de la capilla del Parador Santa María, actualmente adaptado como museo de arte.

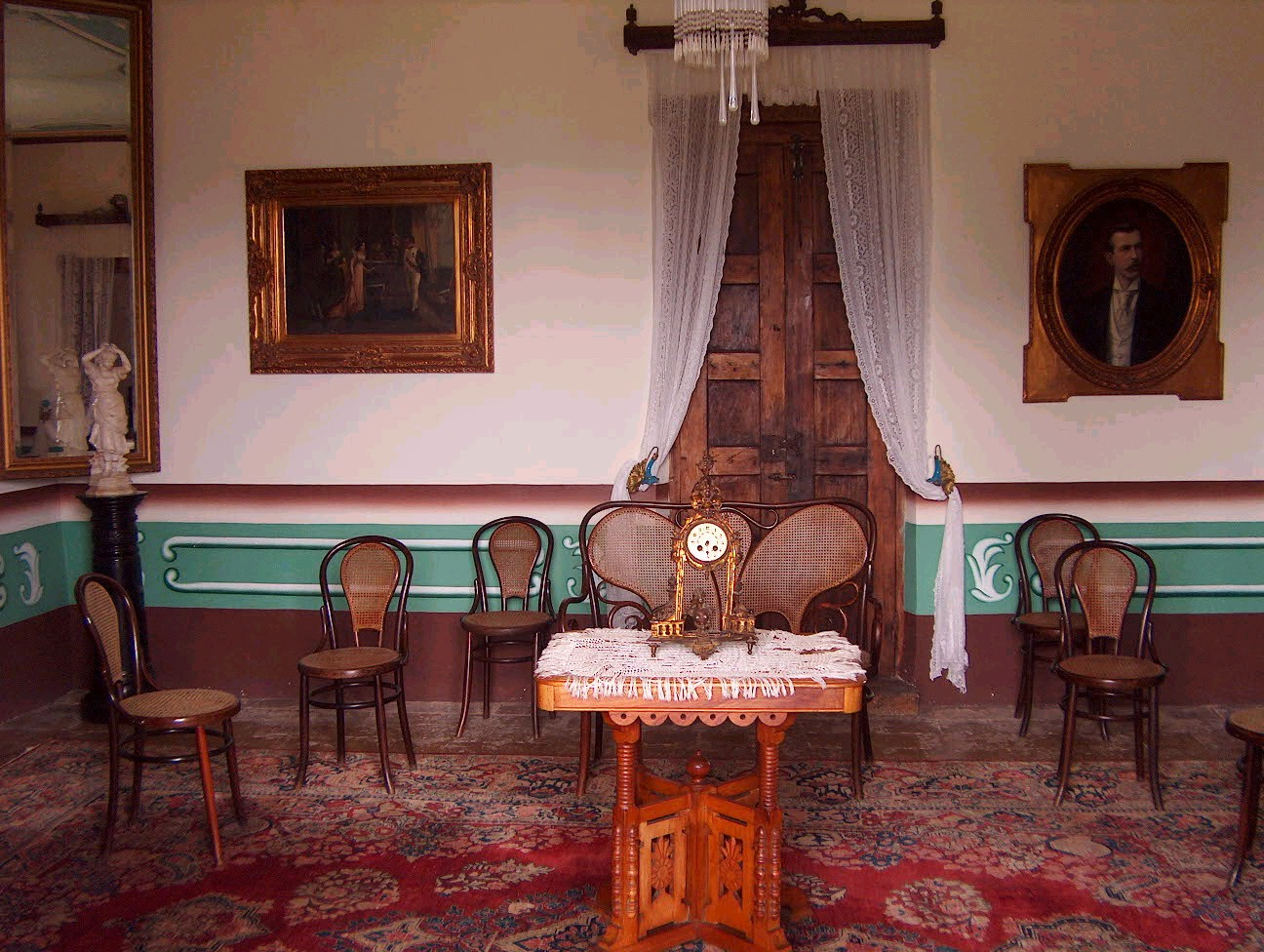
Sala de la casona del Parador Santa María.

## Infraestructura
En el año 2000, el municipio disponía de cuatro oficinas postales y una oficina de telégrafos y correos, y una red telefónica.

### Carreteras
Según la Secretaría de Comunicaciones y Transportes de México (SCT) en el año 2000, el municipio contaba con una red carretera de 438,6 km. Integrados principalmente por la red rural de la SCT (194,8 km), red de la Comisión Estatal de Caminos de Chiapas (152 km) y caminos rurales construidos por otras instituciones públicas mexicanas (91,8 km). La red carretera del municipio representa el 16,4% de la región económica chiapaneca III Fronteriza. La carretera más frecuentada por el turismo es La Trinitaria-Lagos de Montebello, que comunica con las ruinas de Chinkultic, El Parque Nacional Lagunas de Montebello y el Hotel Parador Santa María.

### Viviendas y servicios públicos
En el año 2000 el 95,95% de las viviendas particulares habitadas en el municipio eran propiedad de sus habitantes y el 3,23% no eran propias. En promedio, cada vivienda del municipio era ocupada por 4,76 habitantes. Los materiales predominantes en los pisos de las viviendas eran: 46,59% de tierra y 51,12% de cemento y firme. Los materiales de las paredes eran: 46,98% de madera y de tabique, 26,22%. Los materiales de los techos eran: 84,00% de lámina de asbesto y de teja 6,32%. El 91,30% de las viviendas disponían de energía eléctrica, 57,52% de agua entubada y el 19,71% de drenaje.

## Turismo en el municipio de La Trinitaria
- Parque Nacional Lagunas de Montebello
- Lagos de Colón
- Zona arqueológica El Lagartero.
- Parador Santa María (22 km de distancia de la cabecera municipal).
- Zona arqueológica de Chinkultic (32 km de distancia de la cabecera municipal).
- Grutas de San Francisco.
- Parque Ecoturístico "El sabinal".
- Iglesia de la Santísima Trinidad.
- Ruinas de la iglesia de Tepancoapa (30 km de la cabecera).
- Ruinas de la iglesia y convento de San José Coneta (36 km de la cabecera).

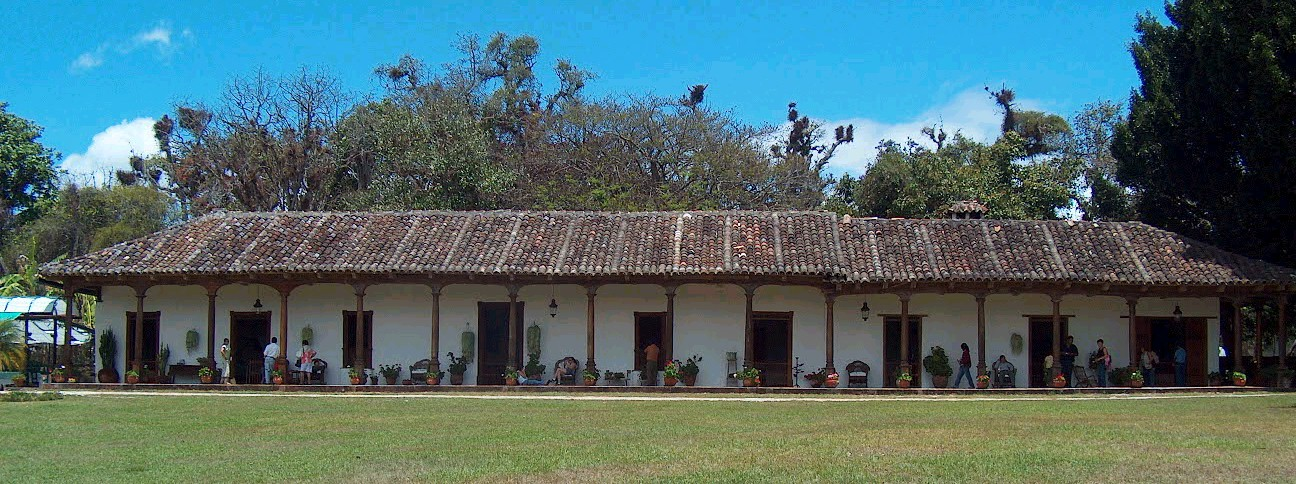
Casona principal del Parador Santa María.

## Salud
La Tasa de Mortalidad General en el año 2000 fue de 3,59 muertes por cada 1000 habitantes; la Tasa de Mortalidad Infantil fue de 14,90 muertes por 1000 habitantes. El 1,04% de la población municipal padecía alguna forma de discapacidad, distribuyéndose de la siguiente manera: 35,53% presenta discapacidad motriz, 16,72% auditiva, 8,52% de lenguaje, 31,51% visual y 17,85% mental.

## Hermanamientos
- Salcajá Quetzaltenango Guatemala[7]
- Quetzaltenango Quetzaltenango Guatemala[7]